# 허용별
허용별은 대한민국의 보이 그룹이다. 프로젝트 그룹이다. 2023년 결성되었다.

## 구성원
- 허각
- 신용재
- 임한별 (리더)

## 수상 목록
- 2025년 32주년 한터뮤직어워즈 그레이트 보컬 그룹상